# Безумная семейка (фильм, 2005)
«Безумная семейка» — американский комедийный фильм 2005 года, снятый режиссёром Сальвадором Литваком с Майклом Лернером, Лесли Энн Уоррен, Джеком Клагменом, Шири Эпплби, Мили Авитал, Беном Фельдманом и Адамом Ламбергом в главных ролях.

## Сюжет
«Безумная семейка» — это история о седере Песах в неблагополучной еврейской семье. Это первый седер в семье за три года, и обстановка накаляется до предела. Перед седером Зик (Бен Фельдман) подсовывает своему отцу (Майкл Лернер) таблетку, содержащую, по его мнению, экстази и ЛСД. В ходе ужина раскрываются семейные секреты, вызывающие склоки, но в конце фильма способствующие сближению.

## В ролях
| Актёр              | Роль                                                                                      |
| ------------------ | ----------------------------------------------------------------------------------------- |
| Майкл Лернер       | Айра Стакман отец семейства, занимается производством и продажей рождественских украшений |
| Лесли Энн Уоррен   | Пегги Стакман                                                                             |
| Джек Клагмен       | Артур                                                                                     |
| Мередит Скотт Линн | Дженнифер                                                                                 |
| Шири Эпплби        | Никки                                                                                     |
| Мили Авитал        | Ванесса                                                                                   |
| Бен Фельдман       | Зик                                                                                       |
| Адамом Ламбергом   | Лионель                                                                                   |
| Макс Гринфилд      | Итан                                                                                      |
| Синда Уильямс      | Грейс                                                                                     |
| Марк Иванир        | Рафи                                                                                      |
| Арман Манян        | Ира в детстве                                                                             |
| Калеб Армстронг    | Ира в младенчестве                                                                        |
| Джошуа Вайнштейн   | Ира в юношестве                                                                           |
| Бет Энн Уоррен     | Пегги в молодости                                                                         |
| Джереми Глейзер    | Артур в молодости                                                                         |
| Виктория Джастис   | Никки в молодости                                                                         |
| Кейн Ритчотт       | Итан в молодости                                                                          |

## Награды и номинации
- Международный кинофестиваль в Оклахоме: «Лучший художественный фильм»
- Кинофестиваль «Винная Страна Напа/Сонома»: «Лучшая комедия»
- Международный кинофестиваль Рено Тахо: «Лучший кастинг» и «Лучший режиссёр»
- Кинофестиваль в Сан-Диего: «Лучший Сценарий»

## Отзывы
Фильм получил низкие оценки кинокритиков. На Rotten Tomatoes у него 42 % положительных рецензий на основе 38 отзывов, на Metacritic — 37 баллов из 100 на основе 15 рецензий.